# Stazione di Piedimonte Matese
La stazione di Piedimonte Matese è la stazione a servizio del centro di Piedimonte Matese, nonché capolinea della linea Santa Maria Capua Vetere-Piedimonte Matese, meglio conosciuta come Alifana. La stazione, inaugurata il 30 giugno 1914, entra in funzione a pieno regime solo il 5 ottobre dello stesso anno.

## Strutture e impianti
Piedimonte Matese dispone di due fabbricati viaggiatori: uno si trova parallelamente al primo binario ed è quello originale, mentre il secondo, che si trova alla testa dei binari venne costruito nell'immediato dopoguerra. All'interno del fabbricato ha sede la biglietteria, la sala d'attesa e la dirigenza della linea.
I binari per il servizio passeggeri sono 3 e tronchi, serviti da due banchine con pensiline in muratura: non sono presenti sottopassaggi in quanto, essendo tronchi, l'accesso avviene direttamente dalla strada. Altri binari, sempre tronchi, sono a servizio dello scalo merci e della rimessa locomotive. Lo scalo merci è dotato di un fabbricato anche se il servizio merci è molto scarso e spesso i binari sono occupati da carri in sosta. La rimesse invece è dotata di diversi vani che accolgono le automotrici.

## Movimento
La ferrovia Alifana permette un collegamento diretto tra la zona del Matese e della valle del Volturno con Napoli, ma anche con Caserta e Santa Maria Capua Vetere: il traffico della stazione è buono anche se quasi esclusivamente a livello pendolare.

## Servizi
La stazione dispone di:
- Biglietteria
- Capolinea autolinee
- Servizi igienici